# NGC 6325
NGC 6325 é um aglomerado globular na direção da constelação de Ophiuchus. O objeto foi descoberto pelo astrônomo John Herschel em 1835, usando um telescópio refletor com abertura de 18,6 polegadas. Devido a sua moderada magnitude aparente (+10,2), é visível apenas com telescópios amadores ou com equipamentos superiores. 